# Tennis de table aux Jeux africains de 2019
Navigation
2015 2023
Les compétitions de tennis de table aux Jeux africains de 2019 ont lieu du 20 au 29 août 2019 à la Salle omnisports Moulay El Hassan de Rabat, au Maroc.  

## Médaillés
| Simple messieurs      | Olajide Adeyemi Omotayo (NGA)                                                                                                  | Quadri Akinade Aruna (NGA)                                                                        | Omar Assar (EGY)                                                                     |  |  |  |
| Simple messieurs      | Olajide Adeyemi Omotayo (NGA)                                                                                                  | Quadri Akinade Aruna (NGA)                                                                        | Segun Moses Toriola (NGA)                                                            |  |  |  |
| Double messieurs      | Algérie Mohamed Sofiene Boudjadja Sami Kherouf                                                                                 | Égypte Mohamed Elbeialy Ahmed Saleh (en)                                                          | Tunisie Adam Hmam Thameur Mamia                                                      |  |  |  |
| Double messieurs      | Algérie Mohamed Sofiene Boudjadja Sami Kherouf                                                                                 | Égypte Mohamed Elbeialy Ahmed Saleh (en)                                                          | Nigeria Segun Moses Toriola Olajide Adeyemi Omotayo                                  |  |  |  |
| Par équipes messieurs | Égypte Ahmed Saleh (en) Khalid Assar Omar Assar Mahmoud Abdelhalim Mohamed Elbeialy Mahmoud Helmy                              | Nigeria Segun Moses Toriola Olajide Adeyemi Omotayo Quadri Akinade Aruna Bode Abiodun Taiwo Mati  | Tunisie Thameur Mamia Adam Hmam Kerem Ben Yahia Omar Amous Abderrazek Souabni        |  |  |  |
| Par équipes messieurs | Égypte Ahmed Saleh (en) Khalid Assar Omar Assar Mahmoud Abdelhalim Mohamed Elbeialy Mahmoud Helmy                              | Nigeria Segun Moses Toriola Olajide Adeyemi Omotayo Quadri Akinade Aruna Bode Abiodun Taiwo Mati  | République du Congo Bienatiki Moundzendze Henri Christ Lignandzi Michel Saheed Idowu |  |  |  |
|                       | |                                                                                                   |                                                                                      |  |  |  |
| Simple dames          | Dina Meshref (EGY) | Sarah Hanffou (SEN)                                                                               | Farah Abdel-Aziz (EGY)                                                               |  |  |  |
| Simple dames          | Dina Meshref (EGY) | Sarah Hanffou (SEN)                                                                               | Offiong Edem (en) (NGA)                                                              |  |  |  |
| Double dames          | Nigeria Offiong Edem (en) Cecilia Otuime Akpan                                                                                 | Nigeria Olufunke Oshonaike Fatimo Bello                                                           | Algérie Katia Kessaci Lynda Loghraibi                                                |  |  |  |
| Double dames          | Nigeria Offiong Edem (en) Cecilia Otuime Akpan                                                                                 | Nigeria Olufunke Oshonaike Fatimo Bello                                                           | Égypte Dina Meshref Yousra Helmy                                                     |  |  |  |
| Par équipes dames     | Égypte Farah Abdel-Aziz Dina Meshref Yousra Helmy Yousra Abdelrazek Mariam Alhodaby Reem Elshaarawy Farah Hassan Reem El-Eraky | Nigeria Olufunke Oshonaike Cecilia Otuime Akpan Fatimo Bello Offiong Edem (en) Nuratu Ajoke Ojomu | Algérie Hiba Feredj Katia Kessaci Lynda Loghraibi Widad Nouari                       |  |  |  |
| Par équipes dames     | Égypte Farah Abdel-Aziz Dina Meshref Yousra Helmy Yousra Abdelrazek Mariam Alhodaby Reem Elshaarawy Farah Hassan Reem El-Eraky | Nigeria Olufunke Oshonaike Cecilia Otuime Akpan Fatimo Bello Offiong Edem (en) Nuratu Ajoke Ojomu | Tunisie Fadwa Garci Manel Baklouti Safa Saidani Abir Haj Salah                       |  |  |  |
|                       | |                                                                                                   |                                                                                      |  |  |  |
| Double mixte          | Égypte Omar Assar Dina Meshref                                                                                                 | Égypte Ahmed Saleh (en) Farah Abdel Aziz                                                          | Nigeria Bode Abiodun Offiong Edem (en)                                               |  |  |  |
| Double mixte          | Égypte Omar Assar Dina Meshref                                                                                                 | Égypte Ahmed Saleh (en) Farah Abdel Aziz                                                          | Égypte Reem El Eraky Mohamed Elbeialy                                                |  |  |  |

## Tableau des médailles
| Rang  | Nation              | Or | Argent | Bronze | Total |
| ----- | ------------------- | -- | ------ | ------ | ----- |
| 1     | Égypte              | 4  | 2      | 4      | 10    |
| 2     | Nigeria             | 2  | 4      | 4      | 10    |
| 3     | Tunisie             | 0  | 0      | 3      | 3     |
| 4     | Algérie             | 1  | 0      | 2      | 3     |
| 5     | Sénégal             | 0  | 1      | 0      | 1     |
| 6     | République du Congo | 0  | 0      | 1      | 1     |
| Total | Total               | 7  | 7      | 14     | 28    |